# Ascidia scaevola
Ascidia scaevola är en sjöpungsart som först beskrevs av Sluiter 1904.  Ascidia scaevola ingår i släktet Ascidia och familjen Ascidiidae. Inga underarter finns listade i Catalogue of Life.